# Mariola Cantarero
Mariola Cantarero   (Granada, 1978) és una soprano espanyola.

## Biografia
Va néixer al si d'una família sense antecedents en la música i amb uns pares que es van esforçar per la seva formació artística, després que una professora detectés les seves qualitats per al cant.
Cantarero va estudiar al Conservatori de la seva ciutat i més tard amb el professor Carlos Hacar. Ha estat dirigida per mestres com Jesús López Cobos, Alberto Zedda, Josep Pons, Juan de Udaeta, Antoni Ros-Marbà, Eugene Kohn o Enrique García Asensio, i ha ofert recitals a Còrdova, Sevilla, La Corunya, Barcelona, Lió, San Juan de Puerto Rico o Granada.
Guanyadora dels premis Francesc Viñas (1998), Pedro Lavirgen (1998) i Operalia'99 de Plácido Domingo, va debutar el 2000 a Gènova interpretant, amb tan sols 22 anys, el paper d'Adéle de l'òpera Le Comte Ory, de Rossini.
Des del seu debut, ha cantat Don Pasquale, I Puritani, Doña Francisquita, Tancredi, La sonnambula, Lucia di Lammermoor, Elisabetta, regina d'Inghilterra.
L'any 2009 va actuar en el Festival Internacional de Música y Danza de Granada. El 30 de novembre de 2009, va rebre el premi Excel·lència Granadina de la Diputació de Granada.
El 28 de febrer de 2011 va rebre la Medalla d'Andalusia.
El 2018 va rebre el premi Plaça d'Espanya, atorgat per la Delegació de Govern a Andalusia.